# Drugi rząd Kiriakosa Mitsotakisa
Drugi rząd Kiriakosa Mitsotakisa – rząd Grecji funkcjonujący od czerwca 2023.
Wybory z maja 2023 zakończyły się zwycięstwem rządzącej Nowej Demokracji, która utraciła jednak bezwzględną większość w parlamencie na skutek obowiązującej wówczas ordynacji (uchwalonej w okresie rządów Syrizy), która zniosła premiowanie zwycięskiej partii. Premier Kiriakos Mitsotakis odmówił utworzenia nowego gabinetu i zadeklarował dążenie do przedterminowych wyborów (przeprowadzanych według nowych przepisów z 2020 przywracających zmodyfikowaną wersję premiowania zwycięzcy), które rozpisano na czerwiec 2023. Prezydent Ekaterini Sakielaropulu desygnowała na funkcję premiera technicznego rządu Joanisa Sarmasa.
Nowe wybory również zakończyły się zwycięstwem ND, ugrupowanie uzyskało większość w parlamencie. 26 czerwca 2023 Kiriakos Mitsotakis powrócił na stanowisko premiera; następnego dnia zaprzysiężono członków jego drugiego gabinetu, który tym samym rozpoczął urzędowanie.

## Skład rządu
- Premier: Kiriakos Mitsotakis[6][7]
- Wicepremier: Kostis Chadzidakis (od marca 2025)[8]
- Minister gospodarki narodowej i finansów: Kostis Chadzidakis (do marca 2025), Kiriakos Pierakakis (od marca 2025)[8]
- Minister spraw zagranicznych: Jorgos Jerapetritis
- Minister obrony narodowej: Nikos Dendias
- Minister spraw wewnętrznych: Niki Kierameos (do czerwca 2024), Teodoros Liwanios (od czerwca 2024)[9]
- Minister edukacji, spraw religijnych i sportu: Kiriakos Pierakakis (do marca 2025), Sofia Zacharaki (od marca 2025)[8]
- Minister zdrowia: Michalis Chrisochoidis (do stycznia 2024), Adonis Jeorjadis (od stycznia 2024)[10]
- Minister infrastruktury i transportu: Christos Staikuras (do marca 2025), Christos Dimas (od marca 2025)[8]
- Minister środowiska i energii: Teodoros Skilakakis (do marca 2025), Stawros Papastawru (od marca 2025)[8]
- Minister rozwoju: Kostas Skrekas (do czerwca 2024), Takis Teodorikakos (od czerwca 2024)[9]
- Minister pracy i ochrony socjalnej: Adonis Jeorjadis (do stycznia 2024), Domna Michailidu (od stycznia do czerwca 2024)[10], Niki Kierameos (od czerwca 2024)[9]
- Minister ochrony obywateli: Notis Mitarakis (do lipca 2023), Janis Ikonomu (od lipca 2023 do stycznia 2024)[11][10], Michalis Chrisochoidis (od stycznia 2024)[10]
- Minister sprawiedliwości: Jorgos Floridis
- Minister kultury: Lina Mendoni
- Minister imigracji i polityki azylowej: Dimitris Kieridis (do czerwca 2024), Nikolaos Panajotopulos (od czerwca 2024 do marca 2025)[9][8], Makis Woridis (od marca do czerwca 2025)[8][12], Atanasios Plewris (od czerwca 2025)[12]
- Minister spójności społecznej i rodziny: Sofia Zacharaki (do marca 2025), Domna Michailidu (od marca 2025)[8]
- Minister rozwoju rolnictwa i żywności: Lefteris Awjenakis (do czerwca 2024), Konstandinos Tsiaras (od czerwca 2024)[9]
- Minister do spraw wysp i żeglugi: Miltiadis Warwitsiotis (do września 2023), Christos Stilianidis (od września 2023 do marca 2025)[13][8], Wasilis Kikilias (od marca 2025)[8]
- Minister turystyki: Olga Kiefalojani
- Minister cyfryzacji: Dimitris Papasterjiu
- Minister do spraw kryzysu klimatycznego i obrony cywilnej: Wasilis Kikilias (do marca 2025), Janis Kiefalojanis (od marca 2025)[8]
- Minister stanu: Makis Woridis (do marca 2025), Stawros Papastawru (do marca 2025), Akis Skiertsos